# U-17 (1935)
U-17 — малая подводная лодка типа IIB, времён Второй мировой войны. Заказ на постройку был отдан 2 февраля 1935 года. Лодка была заложена на верфи судостроительной компании Germaniawerft, Киль 1 июля 1935 года под заводским номером 547. Спущена на воду 14 ноября 1935 года. 3 декабря 1935 года принята на вооружение и, под командованием обер-лейтенанта Вернера Фресдорфа вошла в состав 1-й флотилии.

## История службы
Совершила 4 боевых похода, потопила 3 судна (1 825 брт).

1 марта 1943 года передана в 22-ю флотилию как учебная под командованием инструктора обер-лейтенанта Вальтера Ситека (англ. Walter Sitek). Ситек смог бежать после потопления U-581 британским HMS Westcott (D47) в феврале 1942 года. Проплыв 6 километров до острова Пику (Азорские острова) он вернулся через нейтральную Испанию и продолжил службу в качестве инструктора на U-17, U-981, и U-3005.
Затоплена 5 мая 1945 года в Вильгельмсхафене в ходе операции «Регенбоген».

### Первый поход
31 августа 1939 года U-17 вышла из Вильгельмсхафена в свой первый боевой поход для постановки мин возле Южного Форлэнда.
5 сентября лодка подошла к цели и с 12:10 до 12:25 установила 9 мин TMB в квадрате AN 7986.
8 сентября U-17 благополучно пришла в Вильгельмсхафен.
9 сентября совершила переход в Киль.
14 сентября 1939 года на этом минном поле предположительно погибло грузовое судно Hawarden Castle. 13 сентября оно, с командой из 5 человек, вышло из Ниеупорта (англ. Nieuport) с грузом цемента и/или кирпичей, и бесследно исчезло. Вероятнее всего оно подорвалось на минах U-17. В пользу этой версии говорят неопознанные обломки небольшого судна, окруженные россыпью жёлтого кирпича, в точке с координатами 51°07′ с. ш. 1°27′ в. д..

### Второй поход
29 января 1940 года U-17 вышла из Киля во второй поход имея приказ патрулировать Северное море в районе Шетландских и Оркнейских островов.
4 февраля в дизеле правого борта обнаружился серьёзный дефект, и лодка была вынуждена прекратить поход.
10 февраля U-boat на одном двигателе пришла в Вильгельмсхафен.

### Третий поход
29 февраля 1940 года, устранив проблемы с двигателем, U-17 вышла из Вильгельмсхафен в третий поход в южную часть Северного моря для патрулирования в районе Кросс Сэнд (англ. Cross Sand).
2 марта, в 21:59 U-17 выпустила торпеду по судну, заявленному как полностью загруженный танкер порядка 9000 брт, с дистанции в 1200 метров. Торпеда попала в носовую часть, после чего судно затонуло в течение 5 минут. Скорее всего, этим судном было Rijnstroom (под командованием Л. Верхоефа (нидерл. L. Verhoef)), заявленный как пропавший без вести после выхода из Даунс 2 марта. На месте исчезновения была найдена оставшаяся на плаву перевернутая шлюпка, несколько спасательных жилетов и кругов, палубные доски и некоторое количество груза. Датское судно также обнаружило пустой плот. Вместе с судном погибли все 12 человек экипажа.
5 марта, в 20:15 U-17 обнаружила судно Grutto (под командованием Б. Куипера (нидерл. B. Kuiper), направлявшееся на восток-северо-восток с полностью зажженными навигационными огнями. В 20:40 первая торпеда не попала в цель, однако вторая, выпущенная 18 минутами позже, попала в центр корпуса, разломив его надвое. Кормовая часть затонула за минуту, а ещё через шесть минут за ней последовала и носовая. Рано утром 6 марта голландское судно, следовавшее по маршруту Batavier Line обнаружила обломки и плот, маркированный Grutto, на расстоянии примерно 7,5 миль (12 км) к юго-западу от Торнбанк (англ. Thornbank). Бельгийский лоцманский катер №8 так же сообщил об этом плоте, а затем, на расстоянии примерно 2 миль (3,2 км) к западу от бельгийского маяка Ванделаар (нидерл. Wandelaar) подобрал обломки судна, которые впоследствии были идентифицированы как останки Grutto. Лоцманский катер №5 поднял из воды плот и доставил его в Остенде. 29 марта тела двух моряков были выброшены прибоем на голландский берег: матроса Б. ван дер Спека (нидерл. B. van der Spek)) — возле Каллантсуга, и первого рулевого Р. Тинсма (нидерл. R. Teensma) на остров Тексел. Оба тела были опознаны их семьями. На момент гибели на борту Grutto находилось 18 человек.
7 марта, расстреляв в трёх атаках все торпеды, U-17 досрочно вернулась в Вильгельмсхафен.
27 марта 1940 года субмарина совершила переход в Киль.

### Четвертый поход
5 апреля 1940 года, совершив обратный переход, U-17 задержалась в Вильгельмсхафен, ожидая начала операции «Везерюбунг» (вторжения в Норвегию).
5 апреля U-boat вышла в море в свой четвёртый и последний боевой поход. Совместно с U-23 и U-24 составила группу усиления и занималась защитным патрулированием в районе Корсфьёрд и Кармсунд.
20 апреля, в районе Ставангера, высадила заболевшего члена экипажа на немецкий торпедный катер (Schnellboot) S-24.
26 апреля, на расстоянии 70 миль (110 км) к юго-востоку от Шетландских островов, подобрала четверых выживших с разбившегося немецкого гидросамолёта Dornier Do 18 (K6+DK) (2./K.Fl.Gr. 406), сбитого 25 апреля британским Bristol Blenheim (110 эскадрилья RAF)
2 мая, U-17 благополучно вернулась в Киль.

## Командиры
- 3 декабря 1935 года — 1 ноября 1937 года — обер-лейтенант цур зее (с 1 октября 1936 года капитан-лейтенант) Вернер Фресдорф (нем. Oberleutnant zur See Werner Fresdorf)
- 2 ноября 1937 года — 11 сентября 1939 года — обер-лейтенант цур зее (с 1 августа 1938 года капитан-лейтенант) Гейнц фор Рейхе (нем. Oberleutnant zur See Heinz von Reiche)
- 11 сентября 1937 года — 17 октября 1939 года — капитан-лейтенант Гаральд Йеппенер-Хальтенхофф (нем. Kapitänleutnant Harald Jeppener-Haltenhoff)
- 18 октября 1939 года — 5 января 1940 года — капитан-лейтенант Вольф-Харро Штиблер (нем. Kapitänleutnant Wolf-Harro Stiebler)
- 6 января 1940 года — 7 июля 1940 года — капитан-лейтенант Удо Беренс (нем. Kapitänleutnant Udo Behrens)
- 8 июля 1940 года — 4 января 1941 года — обер-лейтенант цур зее Хервиг Коллманн (нем. Oberleutnant zur See Herwig Collmann)
- 5 января 1941 года — 15 октября 1941 года — капитан-лейтенант Вольфганг Герберт Шульце (нем. Kapitänleutnant Wolfgang Schultze)
- 2 октября 1941 года — 14 октября 1941 года — обер-лейтенант цур зее Отто Волльшлёгер (нем. Oberleutnant zur See Otto Wollschläger)
- 16 октября 1941 года — 31 мая 1942 года — обер-лейтенант цур зее Эрнст Гейдеманн (нем. Oberleutnant zur See Ernst Heydemann)
- 1 июня 1942 года — 22 февраля 1943 года — лейтенант цур зее Вальтер Ситек (нем. Leutnant zur See Walter Sitek)
- 22 февраля 1943 года — 25 мая 1944 года — лейтенант цур зее (с 1 апреля 1943 года обер-лейтенант цур зее) Карл-Гейнц Шмидт (нем. Leutnant zur See Karl-Heinz Schmidt)
- 26 мая 1944 года — 21 декабря 1944 года — обер-лейтенант цур зее Ганс-Юрген Барщ (нем. Oberleutnant zur See Hans-Jürgen Bartsch)
- 22 декабря 1944 года — 6 февраля 1945 года — обер-лейтенант цур зее Фридрих Баумгёртель (нем. Oberleutnant zur See Friedrich Baumgärtel)

## Флотилии
- 3 декабря 1935 года — 31 октября 1939 года — 1-я флотилия (боевая служба)
- 1 ноября 1939 года — 31 декабря 1939 года — U-Ausbildungsflottille (тренировочная)
- 1 января 1940 года — 30 апреля 1940 года — U-Ausbildungsflottille (боевая служба)
- 1 мая 1940 года — 28 февраля 1943 года — U-Abwehrschule (учебная)
- 1 марта 1943 года — 8 мая 1945 года — 22-я флотилия (учебная)

## Потопленные суда
| Название        | Тип            | Принадлежность | Дата                  | Тоннаж (брт) | Груз                 | Судьба          | Место                    |
| --------------- | -------------- | -------------- | --------------------- | ------------ | -------------------- | --------------- | ------------------------ |
| Hawarden Castle | грузовое судно | Великобритания | 14 сентября 1939 года | 210          | цемент и/или кирпичи | потоплен (мина) | 51°07′ с. ш. 1°27′ в. д. |
| Rijnstroom      | грузовое судно | Нидерланды     | 2 марта 1940 года     | 695          | генеральный груз     | потоплен        | 51°36′ с. ш. 2°54′ в. д. |
| Grutto          | грузовое судно | Нидерланды     | 5 марта 1939 года     | 920          | генеральный груз     | потоплен        | 51°41′ с. ш. 2°47′ в. д. |